# Balatonvilágos
Balatonvilágos (németül: Wilagosch am Plattensee) község Somogy vármegyében, a Siófoki járásban. 

## Fekvése
A Balaton déli partjának legkeletibb települése.Területén áthalad az M7-es autópálya. Budapest felől érkezve 90 km megtétele után az első település a tó partján. Központján a 7118-as számú mellékút halad keresztül, amely a 7-es főúttal és a 71-es főúttal is összekapcsolja a három vármegye találkozásánál fekvő, nyugatról Siófok (Somogy vármegye), délkeletről Enying (Fejér vármegye), északról pedig Balatonfőkajár (Veszprém vármegye) által határolt települést.

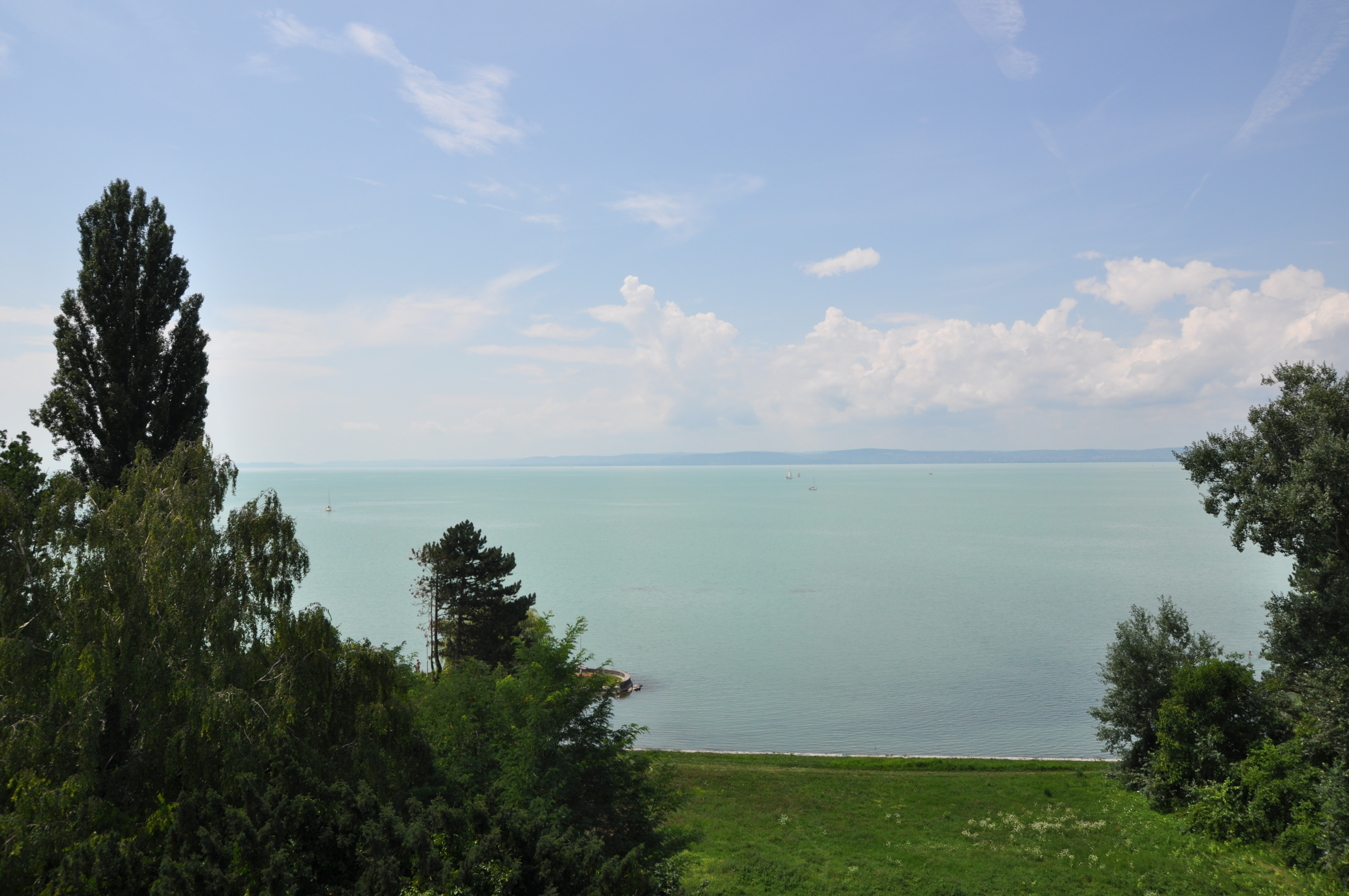
A part a volt MSZMP-üdülő romos központi épülete felöl; a fa mögött a Kádár-sziget bújik meg.

A tó medre itt is, mint a déli part túlnyomó részén homokos, a part közelében sokáig sekély, lassan mélyül, így az úszni nem tudók is akár több száz méterre bemerészkedhetnek a vízbe. A településen mintegy 400 család él, de a nyári szezon idején a lakók száma természetesen megnövekszik. 
A településen a legszebb kilátás a Panoráma-kilátóról nyílik: itt merített ihletet balatoni képeihez Mészöly Géza és Csók István festő is. (Utóbbiról nevezték el a magasparton húzódó sétányt.)
A település földrajzilag két részre oszlik: a magasparton elterülő falura (ez a nagyobbik rész) és a keskeny, part menti nyaralósorra. A két rész között mintegy 37 méter szintkülönbség van. (A tó keleti partját övező magaspart ezen a szakaszon a legmagasabb.) Átjárás e két rész között a Club Aligán (volt pártüdülő) keresztül, egy meredek aszfaltozott úton, vagy gyalogosan a polgármesteri hivatal felől a löszfalon lemenő lépcsőn át lehetséges. Nagyobb kerülővel az alsó nyaralósorról is indul egy szűk, aszfaltozott út.
Balatonvilágoshoz tartozik Balatonaliga is. 
Idegenforgalmi szempontból a Balaton turisztikai régióhoz és a Balaton turisztikai és idegenforgalmi marketing régióhoz tartozik. A község önkormányzata közös önkormányzati hivatalt tart fenn, melynek székhelye Siófokon van. 
A község területe mintegy 2900 hektár, lakónépessége hozzávetőleg 1300 fő, a területén található lakások száma pedig több mint 600. 

## Története
A fiatal település két üdülőtelep, Aliga és Világos egyesüléséből jött létre. A sekély víz, a homokos meder, a csendes környezet kiváló kikapcsolódást nyújt a kisgyermekes üdülni vágyók részére. A község története valójában 1961-től számítható, hiszen addig Balatonfőkajárhoz tartozott, s csak ekkor vált önálló községgé. Aliga és Világos az 1950-es években is csak pár nyaralóból álló fürdőtelep volt. Elnevezése szintén jellegzetes. Aliga valószínűleg egy régi csárdáról kapta a nevét, Világos pedig az itteni föld világos színéről. Balatonvilágos először egy 1857. évi kataszteri felmérésben szerepelt Világos-major néven .
A déli vasút 1863-as megépítését követően, a 20. század első éveiben elkezdték a Balaton partjának kimérését, a terület feltöltését és (először a vízparton) egy nyaralótelep építését. Akkor már két vasútállomás is volt a mai község területén: Balatonaliga és Balatonvilágos, és később még egy feltételes megállóhellyel, Gamászával bővült is a sor. A Világoshoz tartozó Alsótelepen 12 épület, egy szálloda és egy vendégfogadó állt, Aligán pedig akkor építették a Rákóczi és a Terézia Szállodát. A következő tíz évben felépült a Klára-telep (a mai Rákóczi utca környéke), ahol többnyire nagyobb épületeket emeltek, melyeknek többsége módosabb polgárok, köztisztviselők tulajdonában állt. Ugyancsak megkezdődött az Alsó-telep (a mai Zrínyi utca) beépítése, többnyire tanárok, vasutasok, mérnökök kisebb épületeivel.
1912-ben megalakult a Balatoni Yacht Club (BYC), az első polgári egyesület, amelynek jelentős érdemei voltak a balatoni vitorlássport fejlesztésében. Nem véletlen, hogy Balatonvilágoson rendezték meg az ország első női vitorlásversenyét, sőt a klub kérésére a Magyar Királyi Földművelésügyi Minisztérium 1913-ban még egy kikötő megépítésére is ígéretet tett. Ez a kikötő azonban csak a második világháború után készült el, s akkor sem az üdülők számára.

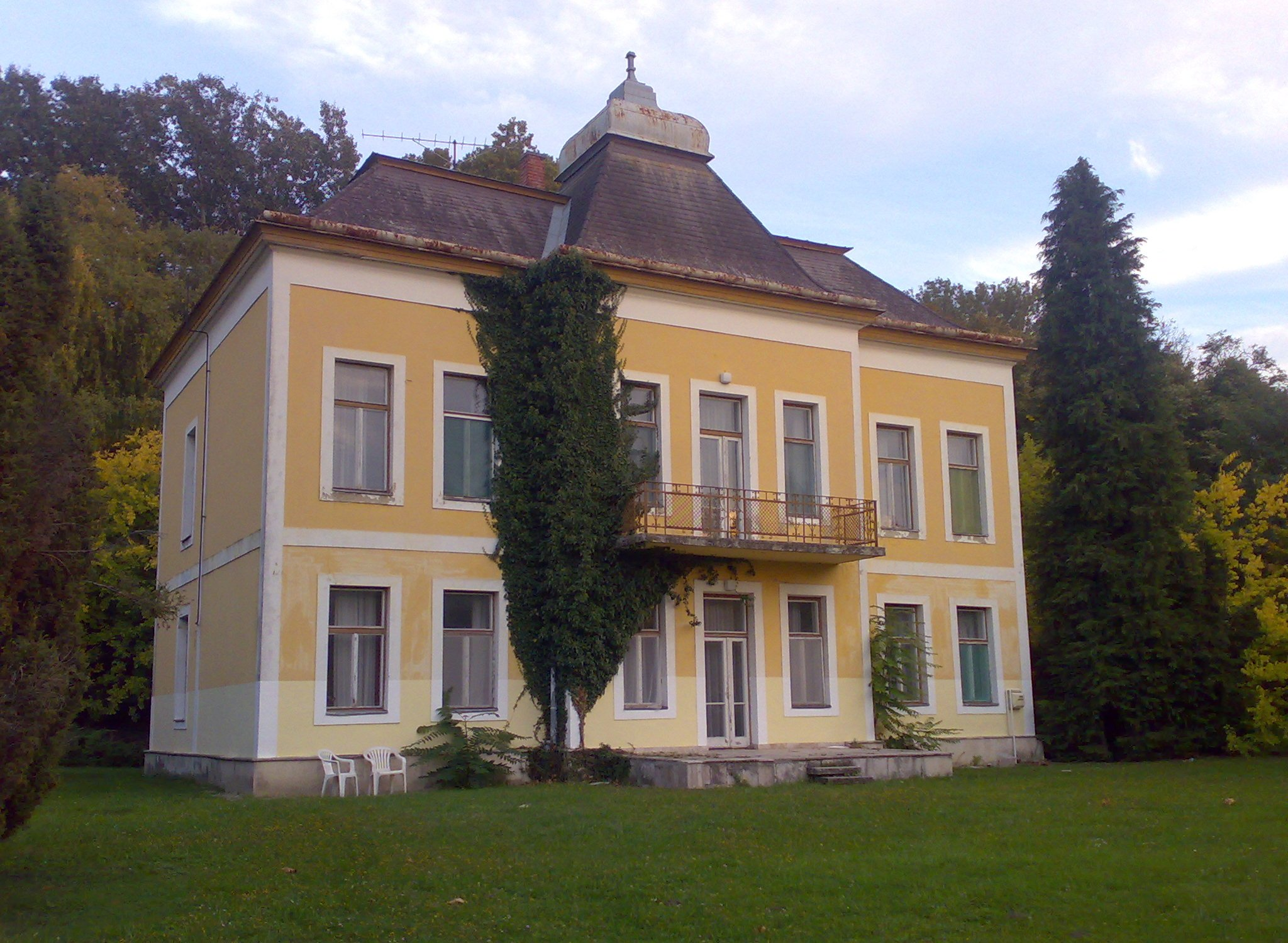
A volt MSZMP-üdülő egyik nyaralója

Aliga és Világos önállósodási kérelmét az 1929. évi 16. törvény alapján Darányi Kálmán földművelésügyi miniszter 1936-ban hagyta jóvá, miután a Balatoni Szövetség az 1929. decemberi Balatonfüreden tartott ülésén tárgyalt róla. Korábban a település közigazgatásilag Balatonfőkajárhoz tartozott. A harmincas években a gyors fejlődés nem kis mértékben az állandó lakosok és az üdülőtulajdonosok közötti jó kapcsolatnak és együttműködésnek volt köszönhető. Később ez a fejlődés megtorpant, és az 1960-as évekig nem is folytatódott.
A mai Balatonvilágost 1961. március 1-én hozták létre három településrész, Balatonaliga, Balatonvilágos és Dióstelep egyesítésével. A hatvanas évek végétől az akkori gazdaságpolitikának megfelelően számos nyaralótelket alakítottak ki, és a helyi Petőfi termelőszövetkezet is mért ki lakótelkeket a tagjai számára. A hetvenes években a telekkialakításoknak köszönhetően jelentős fejlődésnek indult a község: főleg nyaralóingatlanokat értékesítettek az OTP közreműködésével. 
A rendszerváltást követően megnyíltak a még 1948 és 1952 között épült egykori MSZMP-üdülő kapui is. 2003-ban itt forgatták Török Ferenc Szezon című filmjét, majd 2004-ben Zsédenyi Adrienn Motel című videóklipjét. Kádár János és Fidel Castro hajdani nyaralója kivételével a volt pártüdülő romos épületeit 2020 elején elkezdték lebontani.
A parton a legutolsó szálloda 1980-ban készült el.
A magasparton, a vasútállomás közelében eredetileg a pártüdülő dolgozói számára épült a Gagarin lakótelep.
Balatonvilágos 2013. január 1-jéig Veszprém vármegyéhez tartozott, de akkor helyi népszavazás eredményeként Somogy vármegyéhez csatolták.

## Címer
Balatonvilágos története csak 1961-ben kezdődött, így jelképet alkotó nevezetessége, jellegzetessége, hagyománya nincs. 
Címere pajzsának alakja a település rövid múltjának megfelelően modern formájú. 
Tény azonban, hogy a mai Club Aliga kikötőjénél és a balatonaligai állomás területén régészek olyan római kori leletekre, használati tárgyak maradványaira bukkantak, amelyek tanúsága szerint e területen éltek emberek, s esetleg falu is volt valaha. Fennmaradt például egy szőlőlenyomatú tál maradványa, amely a veszprémi múzeumban látható. Ez indokolja a címer felső részében lévő s a helyi szőlészetre utaló szőlőfürtöt.
A nap szerteágazó sugaraival a napsütötte órák nagy számát, a vitorlás a vízpartot, a kék szín pedig a Balaton vizét jelképezi. 
A címert a magaspartot szimbolizáló zöld sáv osztja felső és alsó részre.

## Közélete

### Polgármesterei
| Polgármester | Polgármester       | Polgármester |
| ------------ | ------------------ | ------------ |
| 1990–1994    | Kovács Béla        | független    |
| 1994–1998    | Kovács Béla        | független    |
| 1998–2002    | Fekete Barnabás    | független    |
| 2002–2006    | Fekete Barnabás    | független    |
| 2006–2010    | Fekete Barnabás    | független    |
| 2010–2014    | Fekete Barnabás    | független    |
| 2014–2019    | Fekete Barnabás    | független    |
| 2019–2024    | Takács Károly      | független    |
| 2024–        | Takács Károly Béla | független    |

## Népesség
A település népességének változása:
| Lakosok száma | 1195 | 1178 | 1153 | 1307 | 1316 | 1347 | 1342 |
|               | 2013 | 2014 | 2015 | 2021 | 2022 | 2023 | 2024 |

A 2011-es népszámlálás során a lakosok 81,3%-a magyarnak, 1,5% németnek, 0,3% bolgárnak, 0,2% cigánynak, 0,2% szlováknak mondta magát (18,6% nem nyilatkozott; a kettős identitások miatt a végösszeg nagyobb lehet 100%-nál).
2022-ben a lakosság 88,1%-a vallotta magát magyarnak, 1,5% németnek, 0,4% görögnek, 0,2-0,2% bolgárnak, cigánynak, szlováknak és románnak, 0,1-0,1% horvátnak és örménynek, 4,9% egyéb, nem hazai nemzetiségűnek (11,4% nem nyilatkozott; a kettős identitások miatt a végösszeg nagyobb lehet 100%-nál).

## Vallás
A vallási megoszlás a következő: római katolikus 27,5%, református 7,8%, evangélikus 0,9%, görögkatolikus 0,4%, felekezet nélküli 23,1% (39,3% nem nyilatkozott).
2022-ben vallása szerint 24,8% volt római katolikus, 8% református, 1,1% evangélikus, 0,3% görög katolikus, 0,2% ortodox, 1% egyéb keresztény, 0,5% egyéb katolikus, 20,3% felekezeten kívüli (43,5% nem válaszolt).

## Sport
A településen működik a Mozdulj Világos sportegyesület.
A településen a helyi karateklub, a Rudniczai dojo több versenyre is versenyzőket készít fel.

## Turizmus
A Club Aliga szállodacentrum a Balaton-part egyik turisztikai szolgáltató centruma.

## Nevezetességei
- A 2000-ben felállított Szent Korona-emlékmű (alkotója Mihály Gábor)
- II. Rákóczi Ferenc emlékműve
- Mészöly Géza-emlékszobor
- A jelenleg Club Aliga néven üzemelő volt MSZMP-pártüdülő

## Galéria

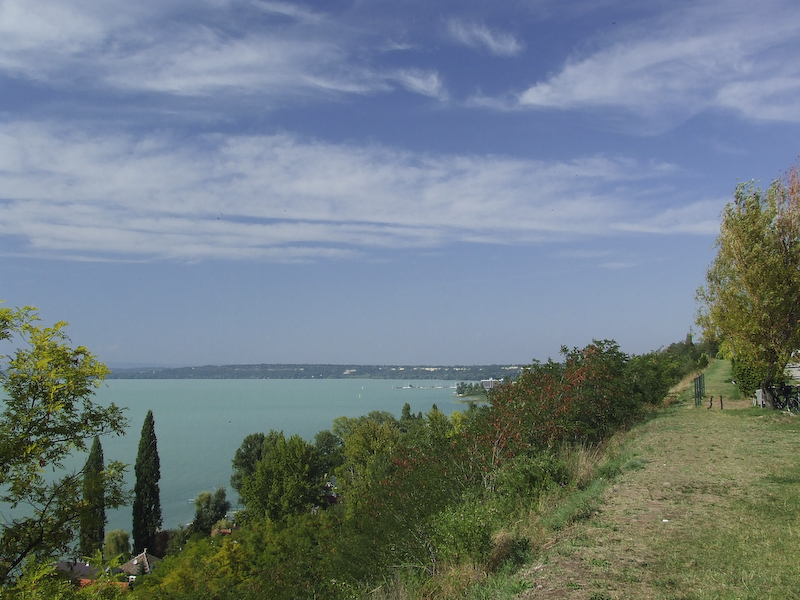
Kilátás a magaspartról
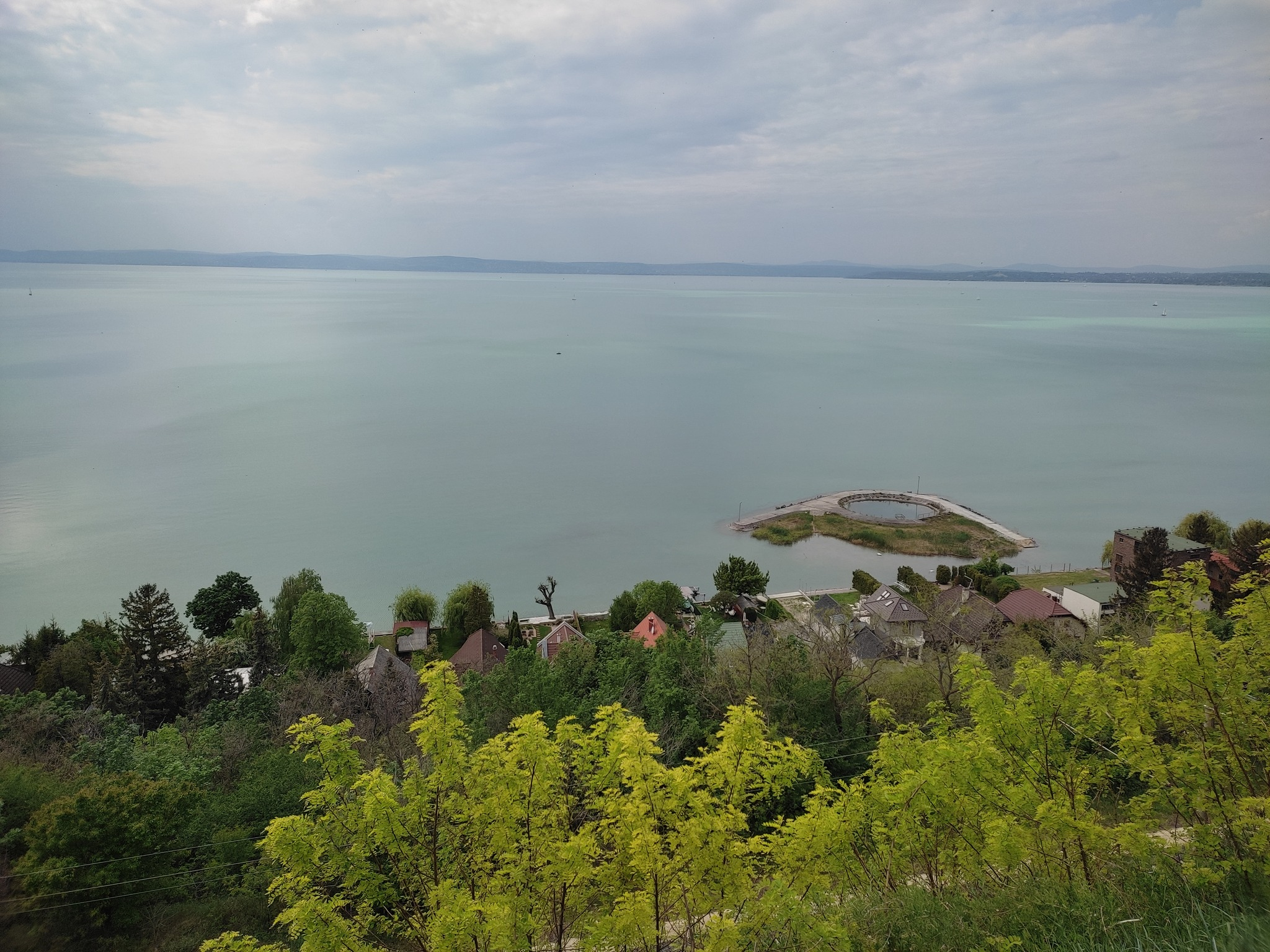
Vízkiemelő körgát a Balatonban a magaspartról
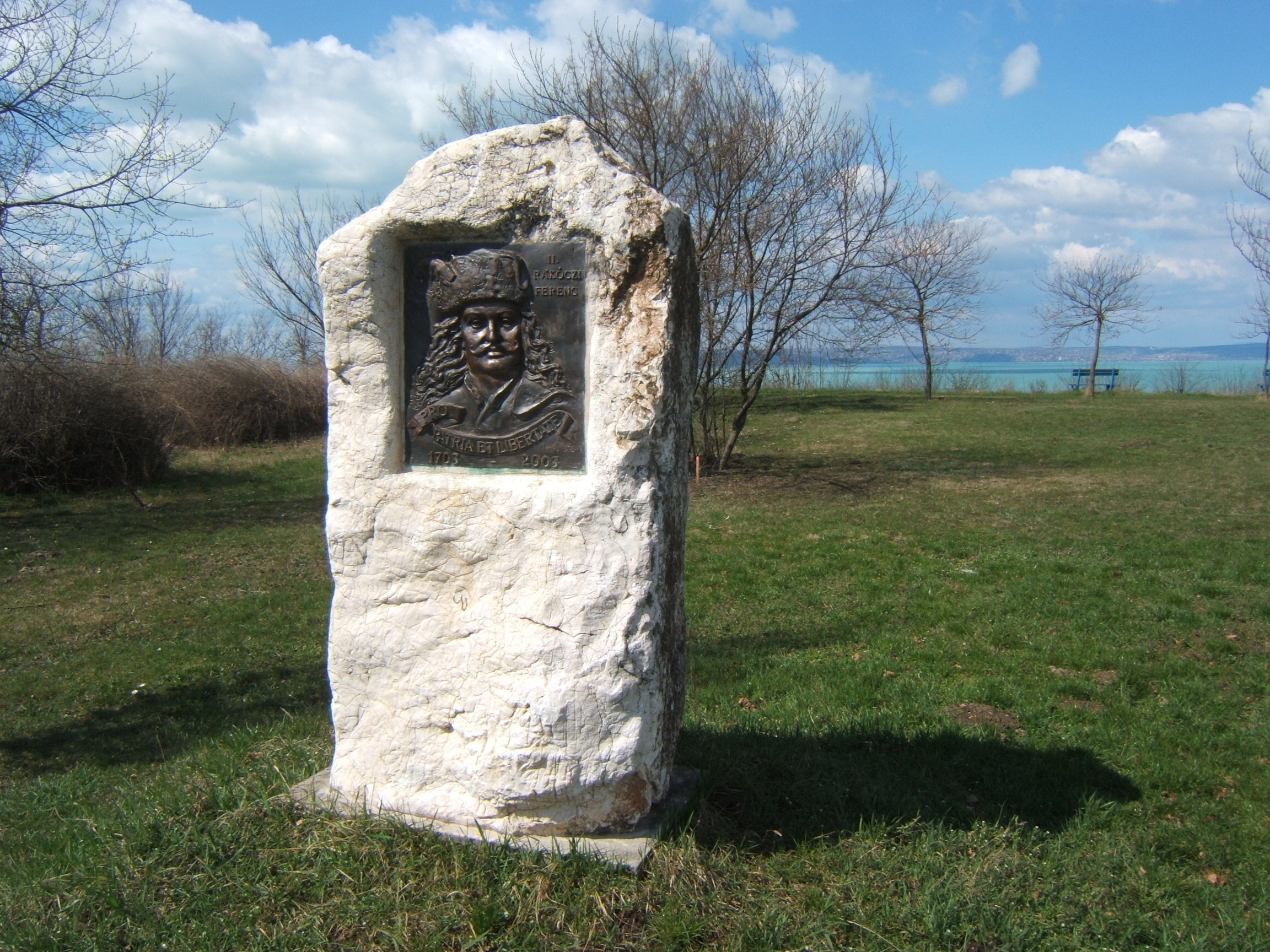
A Rákóczi-emlékmű
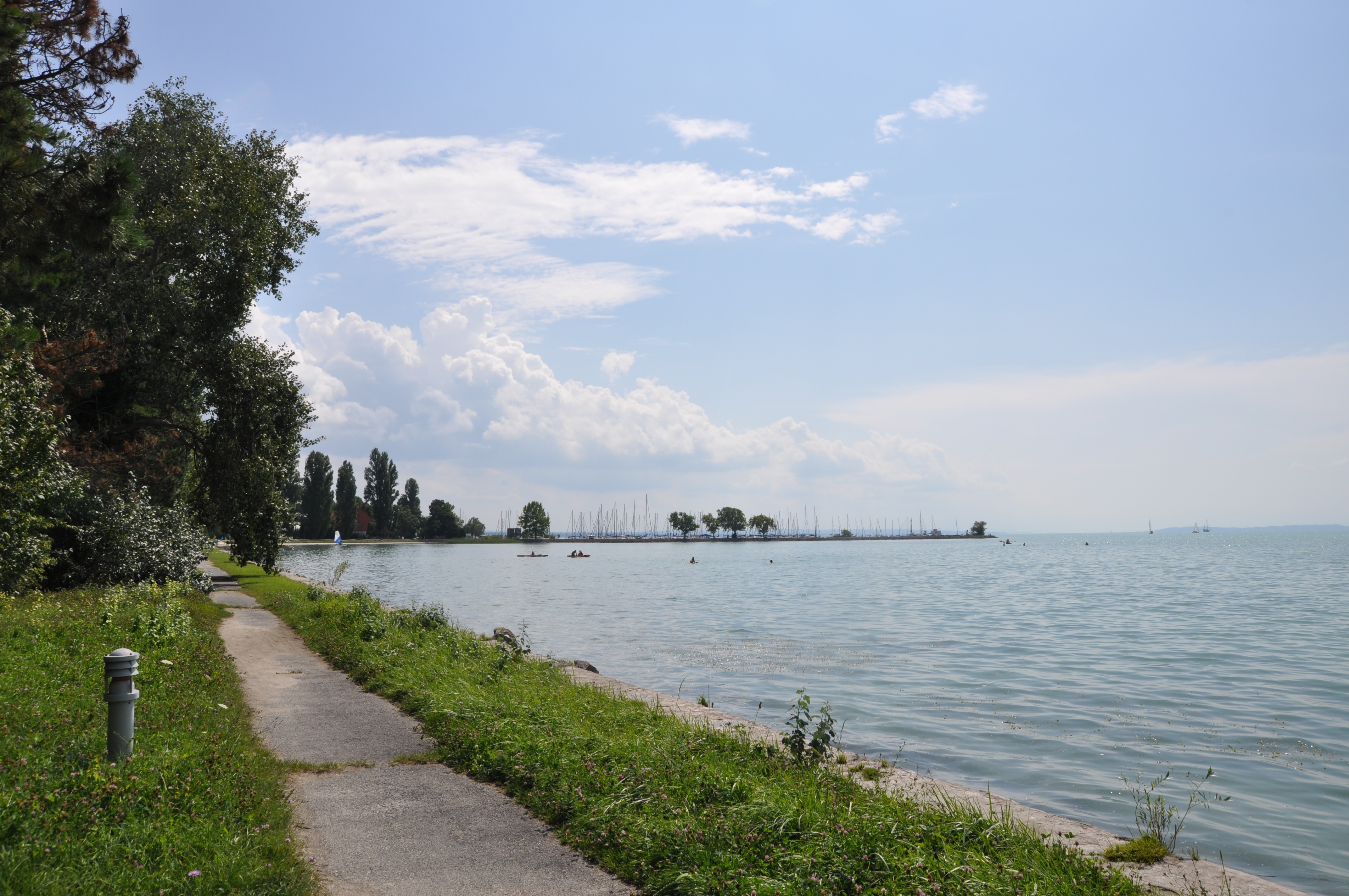
A kikötő
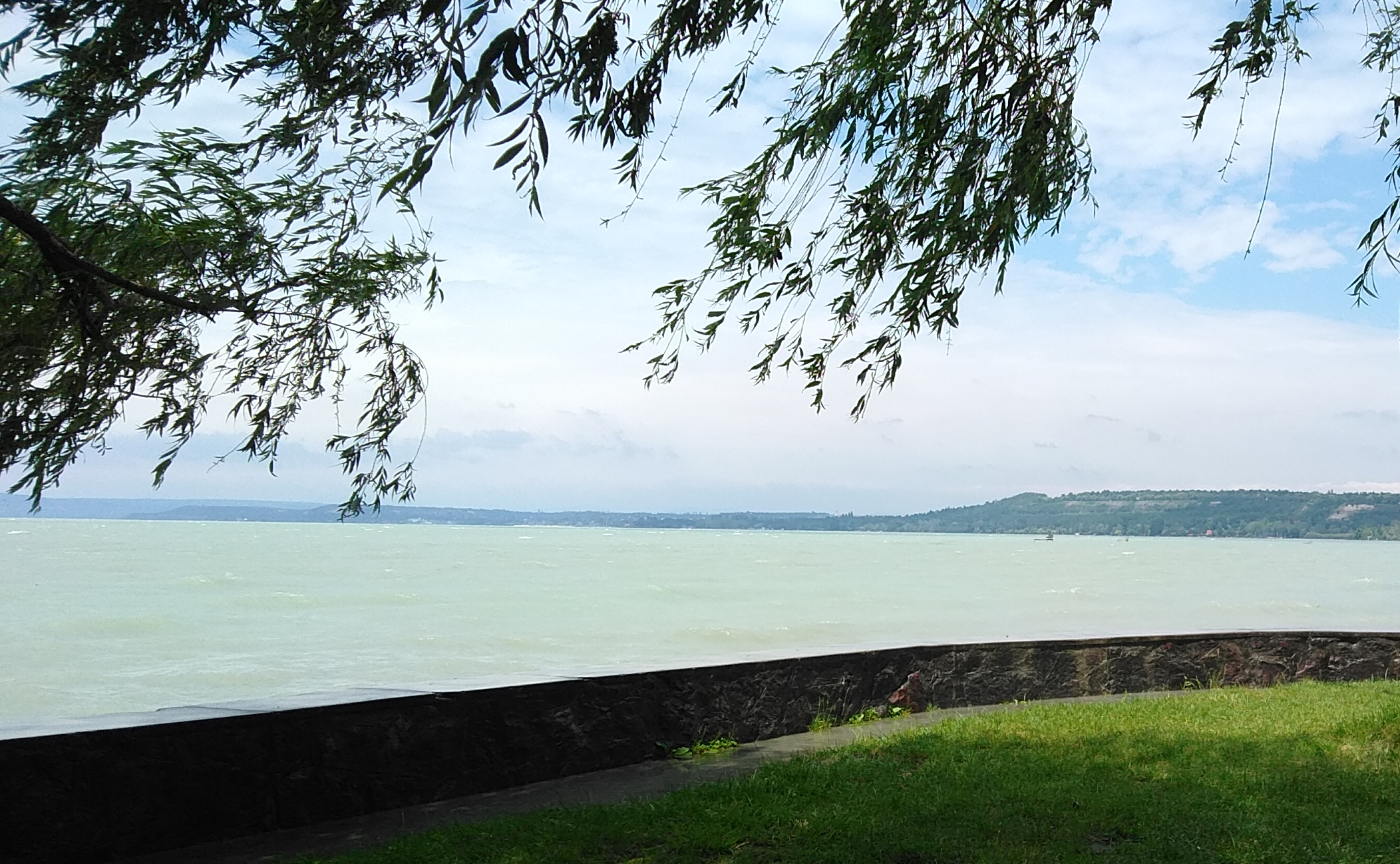
Kilátás az akarattyai és a kenesei magaspartra a Kádár-szigetről

## Kultúra
2003 nyarán itt forgatták Török Ferenc 2004-ben bemutatott Szezon című filmjének balatoni jeleneteit.